# قرى وادي مقسى

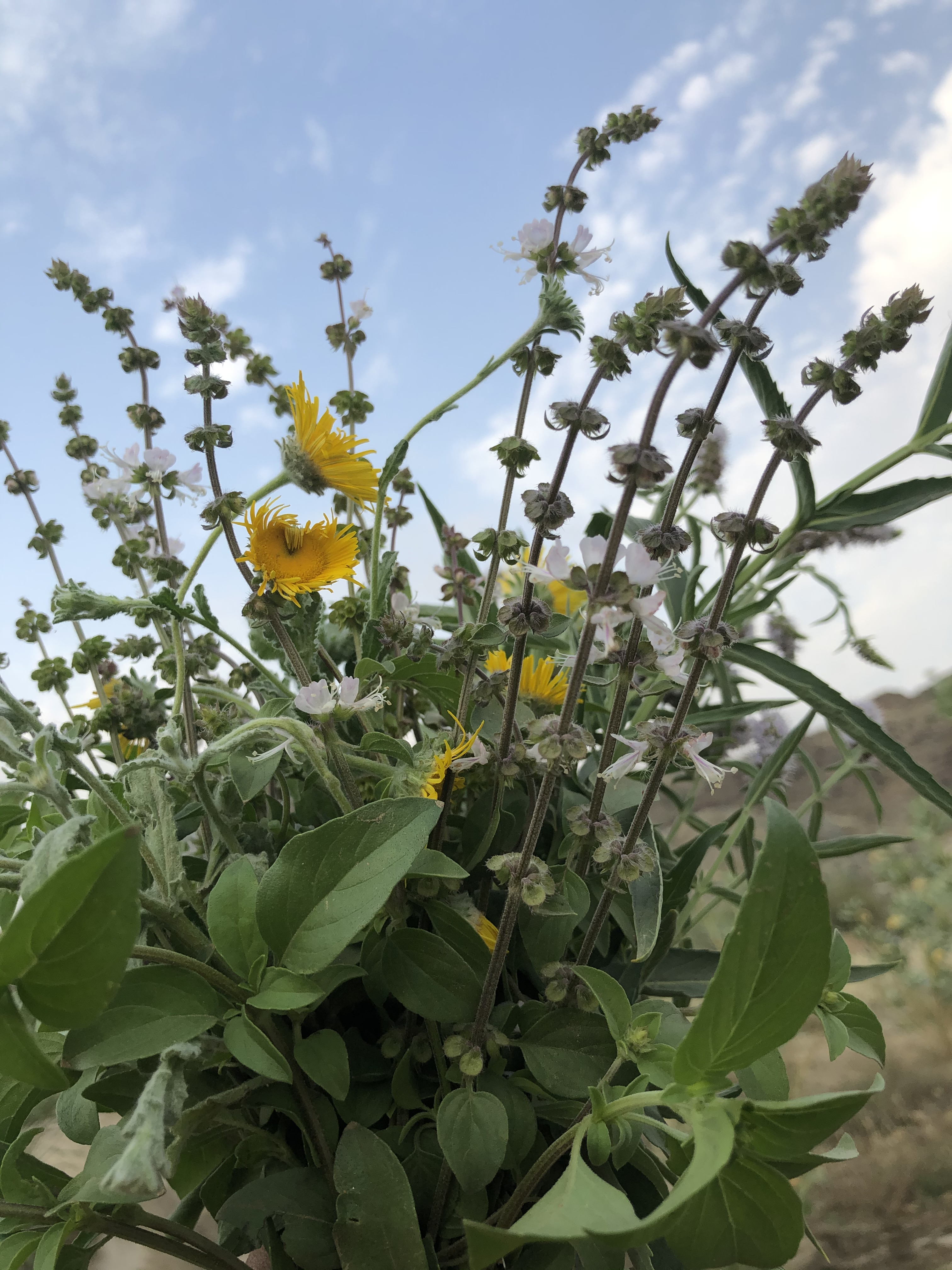
The villages of Wadi Maqsa are Saudi villages, located in Maysan Governorate, in the Makkah Al-Mukarramah Region. It is located in the southwest of the city of Taif, at a distance of (90) k

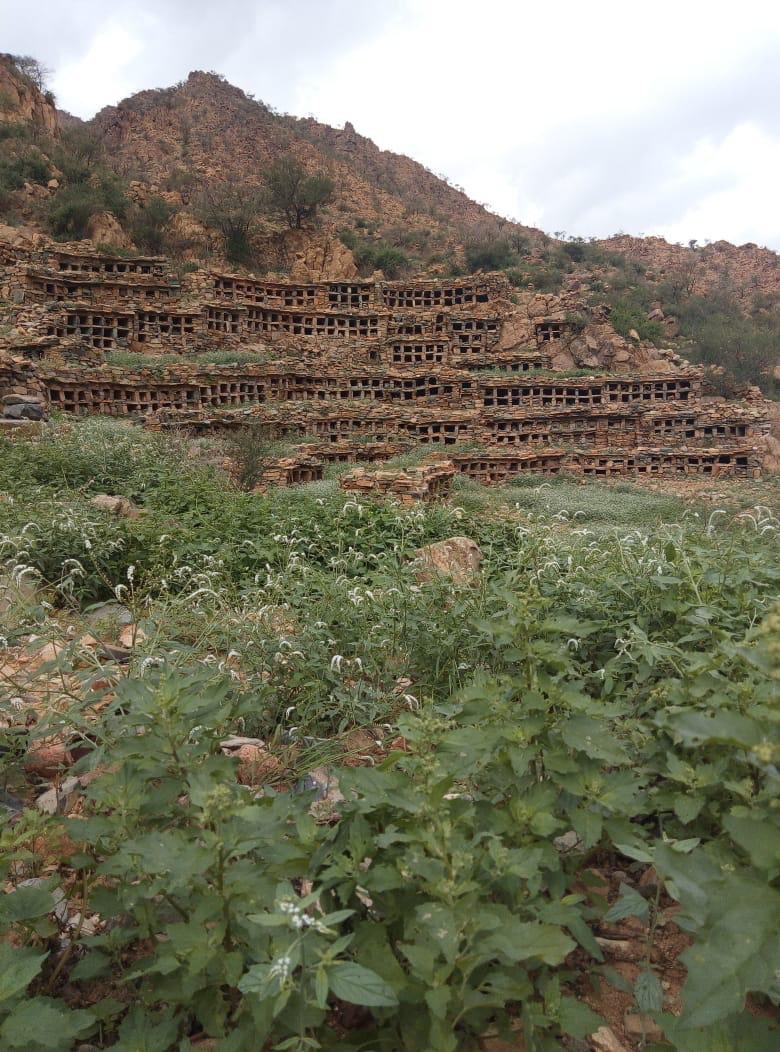
قرى وادي مقسى قرى سعودية، تتبع محافظة ميسان بمنطقة مكة المكرمة. تقع في جنوب غرب مدينة الطائف بمسافة (90) كم.

قرى وادي مقسى قرى سعودية، تتبع محافظة ميسان بمنطقة مكة المكرمة. تقع في جنوب غرب مدينة الطائف بمسافة ( ) كم. موطن النحل والعسل والقرى الأثرية والتاريخية

## التاريخ
السكان قبائل بنيوس بن الحارث بن كعب
قبيلة ال شداد
قبيلة المجافيه
قبيلة المفارجه
قبيلة العبدة
قبيلة السواهر
قبيلة ال عبدالله

## وصلات خارجية
- رجال الطيب ومدرجات خضراء في المملكة العربية السعودية الرحالة تيري موجيه